# نبيذ مصري

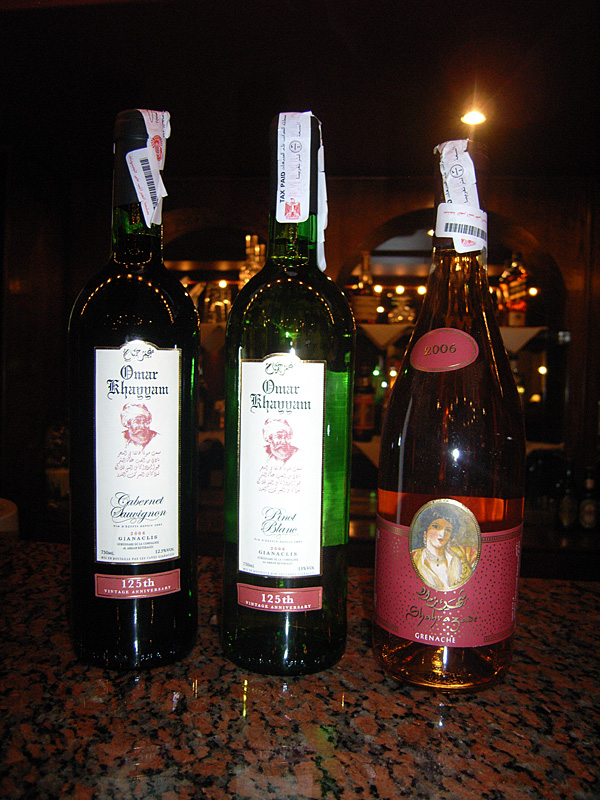
زجاجات عمر الخيام وشهرزاد من كروم جناكليس.

يرجع تاريخ صناعة النبيذ في مصر إلى الألفية الثالثة قبل الميلاد تقريبا. على الرغم من تدهور هذه الصناعة في العقود الأخيرة إلا أن هناك خطوات جادة تجاه إعادة إحياء تلك الصناعة مرة أخرى، ظهرت جلية في أواخر تسعينات القرن العشرين، عندما دعت الحكومة المصرية والمستثمرين خبراء الصناعة في أنحاء العالم لتحسين جودة النبيذ المصري، المعروف آنذاك بجودته الرديئة. أثمرت تلك الجهود في السنوات الأخيرة، وظهرت جليه بعد أن فاز النبيذ المصري بالعديد من الجوائز الدولية بعد ذلك. بلغ إنتاج مصر من النبيذ في عام 2013 فقط، ما يقرب من 45,000 طن محتلة بذلك المركز 54 عالميا، متقدمة بذلك على بلجيكا والمملكة المتحدة.

## المناخ

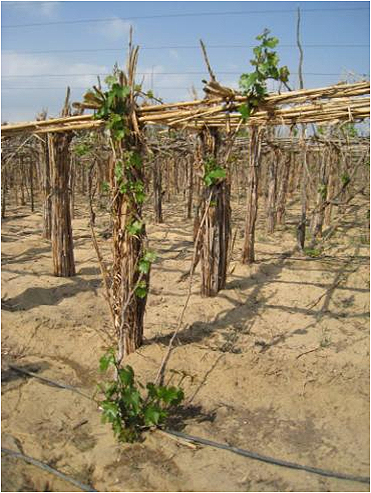
حقل من العنب على يروى بإستخدام الري بالتنقيط.

لا تعتبر البيئة المصرية بيئة خصبة لزراعة العنب فمع ارتفاع متوسط درجات الحرارة وقلة هطول الأمطار يواجه الفلاح الأمرين. للتغلب على تلك الصعوبات أطلق المستثمرين حلولا مبتكرة تطبق في مزارع العنب تتمثل في استخدام البرجولات في تظليل النباتات وإحاطة المزارع بأشجار النخيل لحمايتها من الرياح وتوفير شاحنات مبردة لنقل العنب بعد حصاده.
قبل بناء السد العالي في أسوان، وفر الفيضان السنوي لنهر النيل (عرف بعيد وفاء النيل) التربة الخصبة والرطبة لمزارع العنب. أما بعد بناء السد وتوقف الفيضانات واتجاه الدولة إلى سياسات ترشيد المياه يعتمد الفلاح المصري على الري بالتنقيط.

## أصناف العنب
بالتزامن مع خصخصة شركة الأهرام للمشروبات الكحولية في عام 1997، فقدت مصر جميع أنواع العنب النبيل المملوك لشركة جناكليس. عنى هذا أنه على مصر استيراد العنب لسد النقص واتجهت إلى لبنان لحل تلك الأزمة والتي تزامنت مع وفرة مجال السياحة ووجوب توفير نبيذ بأسعار رخيصة لتلبية الطلب المتزايد من السياح الغربيين.
مع عدم قدرة المصانع على توفير نبيذ منتج محليا بسعر رخيص، اتجهت المصانع إلى الحل الأسرع والمتمثل في استيراد نبيذ مركز وتخفيفه بالماء وتركه ليتخمر، لكن ذلك الحل السريع أثر سلبيا في سمعه النبيذ المصري المحلي. استمر الوضع بضع سنين على هذا المنوال إلى أن قامت شركة جناكليس بزراعة العنب مرة أخرى في عام 2004 في كلا من الإسكندرية والأقصر. مع حلول عام 2010، بلغت نسبة الإعتماد على الناتج المحلي ما يقرب من 98% والعنب المستورد من لبنان 2% فقط.
مع تطور الصناعة إتجه المستثمرين إلى تجربة أصناف عالمية من العنب للعثور على نوع يتناسب مع المناخ المصري. ظهرت أنواع مثل كابيرنيت ساوفيجنون، سيراه، غريناش، بوبال وتيمبرا نيلو في صناعة النبيذ الأحمر، بينما يستخدم فيوجنير، شاردونيه ومسقط في صناعة النبيذ الأبيض.
يعتبر مصنع كروم النيل، مصنع نبيذ في الجونة على ساحل البحر الأحمر، على عنب محلي مصري يعرف بالعنب النباتي، يزرع في وسط مصر على ضفاف نهر النيل، بالقرب من مقابر بني حسن، موقع مصري أصيل، ويستخدم في صناعة نبيذ بوسولي الأبيض. فاز هذا النوع في عام 2016 بالميدالية الفضية في مسابقة النبيذ الدولية في بروكسل.

## التاريخ

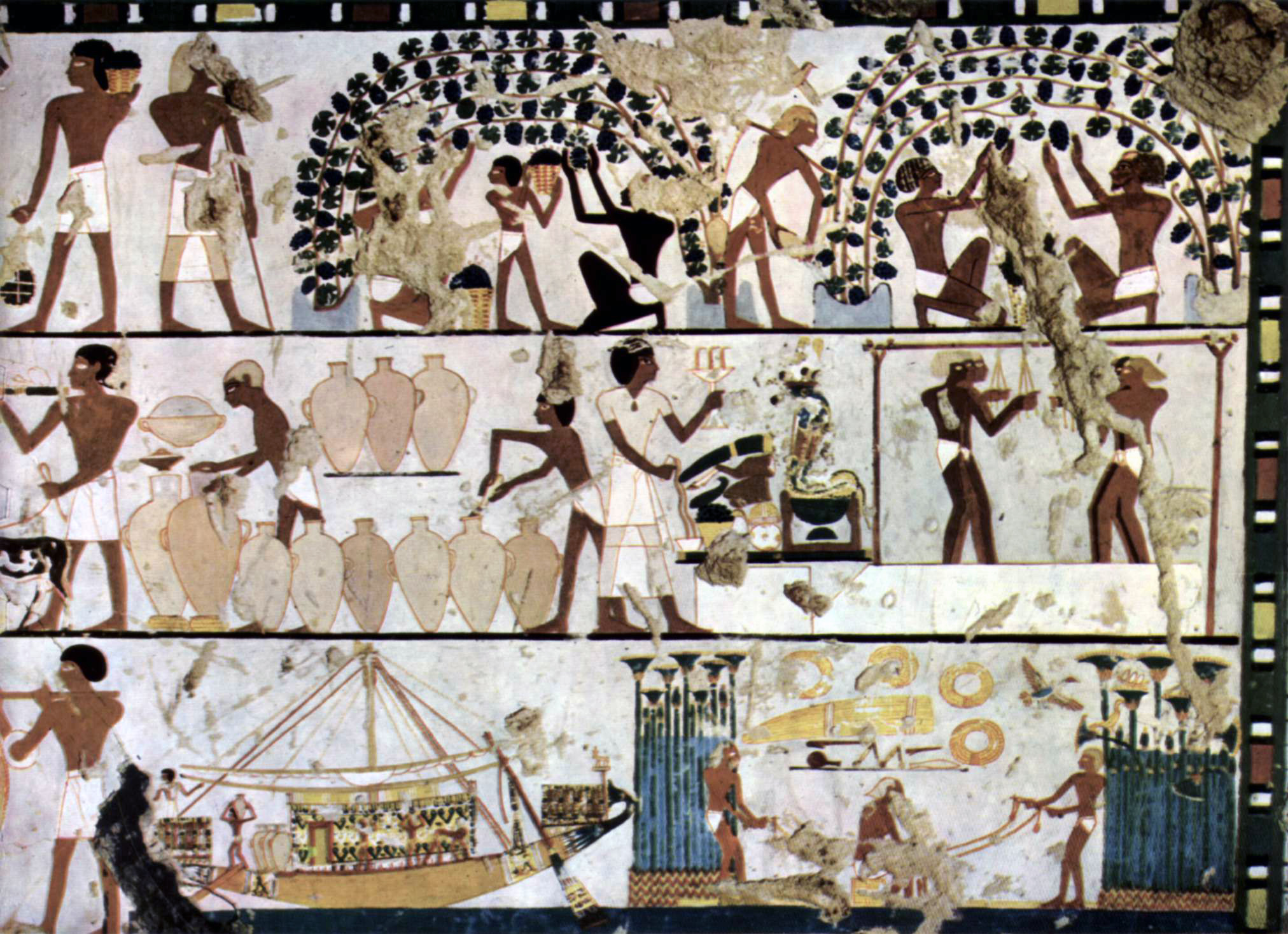
مخطوطة لزراعة العنب وصناعة وتجارة النبيذ في مصر القديمة، 1500 قبل الميلاد.

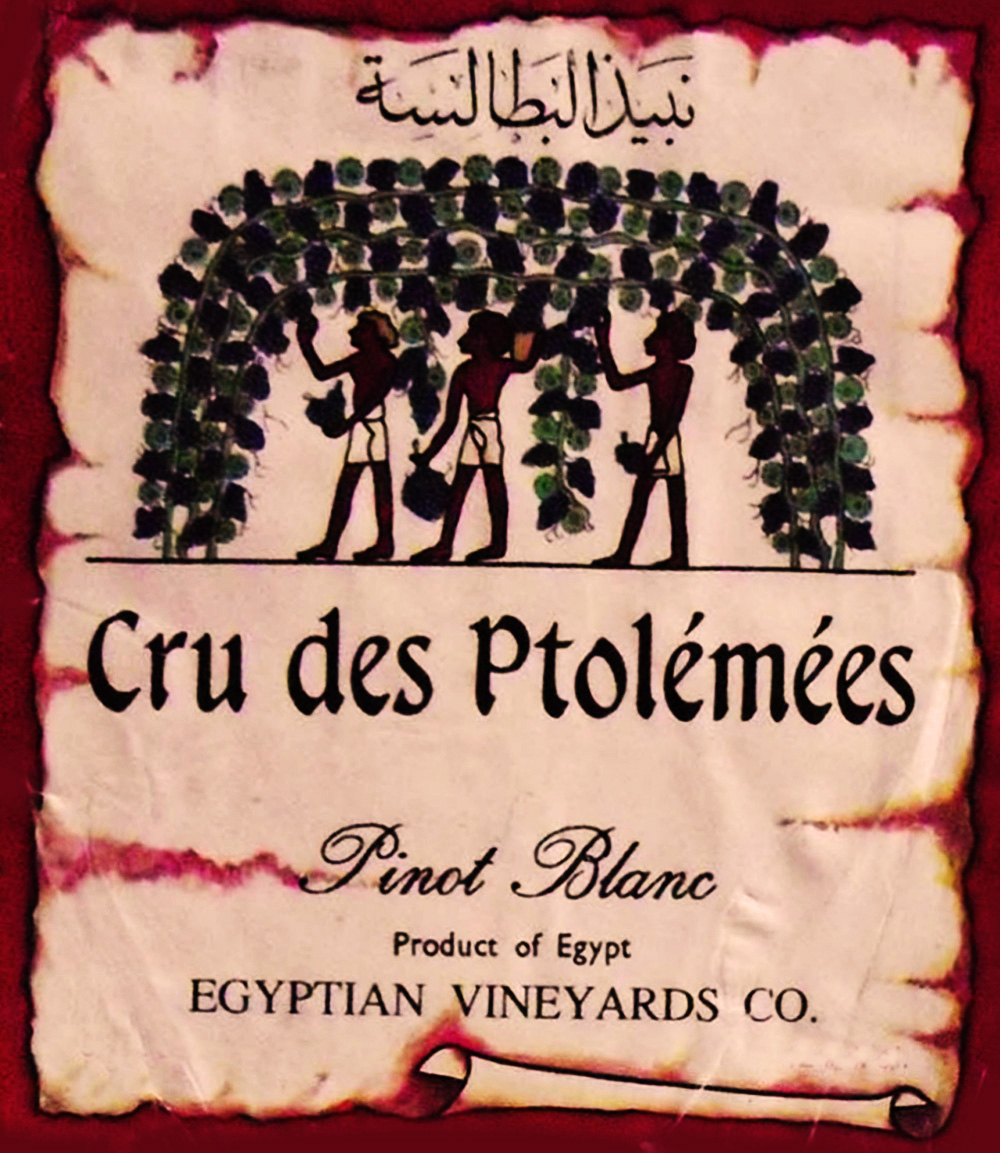
ملصق لأحد أنواع النبيذ المصري في ثلاثينات القرن الماضي.

لعب النبيذ دورا هاما في الحياة الاحتفالية في مصر القديمة. بدأت صناعة النبيذ الملكي في منطقة دلتا النيل بعد إدخال زراعة العنب من بلاد الشام عام 3000 قبل الميلاد تقريبا. أرجع المؤرخين دخول تلك الصناعة إلى التبادل التجاري بين الفراعنه والكنعانيون خلال أوائل العصر البرونزي، بداية من القرن السابع والعشرين قبل الميلاد على الأقل، خلال عصر الأسرة الثالثة، بداية حكم المملكة القديمة. سجل المصريون مشاهد صناعة النبيذ على جدران المقابر. تؤكد تلك المشاهد وجود خمسة أنواع نبيذ على الأقل ربما تم إنتاجها جميعا في دلتا النيل.
في الغالب كان النبيذ في مصر القديمة أحمر اللون، متشابه بذلك مع لون الدم ليتوافق مع العديد من عقائدهم. على سبيل المثال، شيدة النبيذ الأثمن في مصر القديمة، يعتقد أنه كان أحمر اللون وليس المخمر من الرمان كما كان يعتقد.
يعتقد فلوطرخس أنه لم يشرب الفراعنة الخمر ولم يقدموا الخمر قرابين إلى الآلهة قبل عصر إبسماتيك الأول حيث يرى أن المصريين كانوا يروا أن الخمر هي دماء أولئك الذين قاتلوا الآلهة عندنا سقطوا واخضبت دمائهم الأرض. كان هذا أيضا تفسيرهم في حالة السكر التي تصيب شارب النبيذ حيث يطرد الرجل من حواسه بعد امتلائه بدماء أجداده.
لكن ذلك لا ينفى جهل المصريين القدامى بالنبيذ الأبيض، فقد ثبت وجود خمس أمفورات طينية تحتوي على نبيذ أبيض في مقبرة الملك توت عنخ أمون، لذلك يرى المؤرخون أنها كانت متاحة لدى المصريين من خلال التجارة على الأقل إذا لم تكن تصنع محليا.
لم يتوقف تاريخ مصر في صناعة النبيذ على نهاية العصر الفرعوني، فمع بداية الحكم الروماني، وبالرغم من تشكيل المسيحيون غالبية السكان مع حلول القرن الثالث، وموقفهم المتحفظ تجاه الكحول في كنيسة الإسكندرية إلا أنه من المعروف أن أديرة كنيسة الإسكندرية قد قامت بتخزين وإنتاج كميات كبيرة من النبيذ. في عام 2008، تم اكتشاف معصرة نبيذ ترجع إلى الحكم الروماني في مصر بالقرب من دير سانت كاترين في سيناء، بجانب عملات معدنية قديمة من أنطاكية، مما قد يشير إلى تصدير النبيذ المصري إلى خارج مصر.
مع الفتح الإسلامي لمصر في القرن السابع الميلادي، انخفض إنتاج النبيذ بشكل ملحوظ. تباينت مواقف الحكام والعامة بعد ذلك في ظل الحكم الإسلامي، حيث أظهر الحكام المسلمون مستوى معين من التسامح تجاه إنتاج الأقلية الدينية كاليهود للكحول. تروي مخططات يهودية من جنيزة القاهرة عمل اليهود المصريين في زراعة العنب وصناعة وتجارة النبيذ، ومع ذلك لم يقتصر استهلاك النبيذ بالضرورة على الأقليات الدينية. حيث أفاد المسافرون الغربيون والحجاج الذين يمرون عبر القاهرة في رحلاتهم أن السكان المحليين المسلمين شربوا النبيذ وبيرة الشعير المحلية، والمعروفة باسم «بوزا» (العربية المصرية: بوظة، لا ينبغي الخلط بينه وبين الآيس كريم المشرق الذي يحمل نفس الاسم)، حتى خلال أكثر فترات الحكم الإسلامي قسوة. أكثر أنواع النبيذ شهرة كان يُعرف باسم «نبيت شمسي» (نبيذ شمسي)، وهو مصنوع من الزبيب والعسل المستورد ويترك ليتخمر في الشمس (ومن هنا جاء الاسم الذي يترجم تقريبا إلى «نبيذ الشمس»).
تم إحياء زراعة العنب في مصر من قبل تاجر التبغ ورجل الأعمال اليوناني المصري، نستور جناكليس، الذي أسس أول مزرعة عنب حديثة في البلاد جنوب الإسكندرية في عام 1882. توسعت صناعة النبيذ في البلاد في أوائل القرن العشرين، حتى الثورة المصرية عام 1952 التي شهدت إزالة النظام الملكي الليبرالي في البلاد، لصالح النظام الرئاسي.
في عام 1963، قام الرئيس المصري جمال عبد الناصر بتأميم ودمج مصانع الجعة ومزارع الكروم في البلاد، تحت اسم مصنع بيراميد للجعة المملوك للبلجيكيين سابقًا، والذي أصبح فيما بعد يعرف باسم شركة الأهرام للمشروبات الكحولية. ساهم الانتشار الديني وسوء إدارة الشركة في التدهور التدريجي للصناعة. تمت خصخصة الشركة في عام 1997، في ذروة تدميرها، كجزء من برنامج الإصلاح الاقتصادي الذي سعى إلى إعادة هيكلة اقتصاد البلاد. كان ينظر إلى هذا على أنه نقطة تحول لصناعة الكحول في مصر. أعاد مالكها الجديد، رجل الأعمال المصري أحمد الزيات، هيكلة الشركة وقدم مجموعة من المشروبات غير الكحولية من شأنها أن تجذب الشريحة المحافظة من السكان. تم بيع الشركة لشركة هاينكن الدولية في عام 2002 مقابل 280 مليون دولار.

## طالع أيضًا
- مطبخ مصري
- الجعة في مصر
- زراعة العنب
- كابيرنت ساوفيجنون
- ساوفيجنون بلانك

## وصلات خارجية
- الموقع الرسمي لشركة الأهرام للمشروبات الكحولية
- زراعة الكروم